# 1231 en santé et médecine
| Années de la santé et de la médecine : 1228 - 1229 - 1230 - 1231 - 1232 - 1233 - 1234    |
| Décennies de la santé et de la médecine : 1200 - 1210 - 1220 - 1230 - 1240 - 1250 - 1260 |

Cet article présente les faits marquants de l'année 1231 en santé et médecine.

## Événements

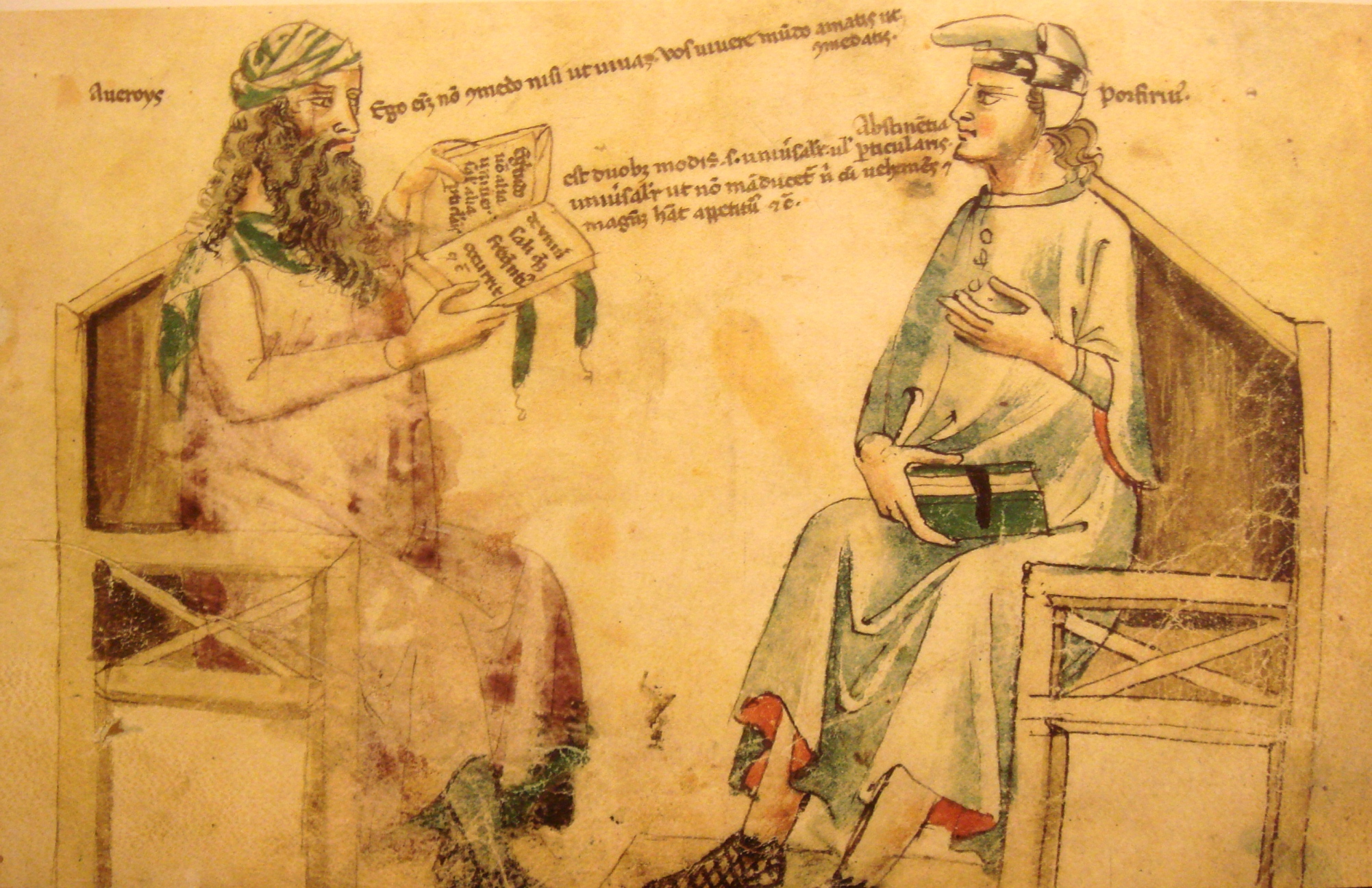

- 1er septembre : dans ses constitutions de Melfi, que « les historiens considèrent […] comme un document capital pour la pharmacie » et qui sont la version augmentée d'une ordonnance médicale donnée dès 1140 par Roger II, roi de Sicile, l'empereur Frédéric II réglemente pour la première fois la profession d'apothicaire[2].
- Fondation à Tournai, en Flandre, d'un hôpital pour pèlerins et voyageurs qui, transféré intra-muros et devenu hôpital Saint-André, recevra les malades pendant la peste noire puis, au XVe siècle, les infirmes, grabataires et paralytiques[3],[4].
- La léproserie dite de Terzieken, à Anvers, est attestée dans un acte de donation[5].
- À Salisbury dans le Wiltshire en Angleterre, première mention, dans une charte de protection royale, d'un hôpital de fondation sans doute antérieure et placé sous l'invocation de saint Jean-Baptiste et saint Antoine (Hospital of St. John the Baptist and St. Anthony[6]).
- Refondation à Oxford, en Angleterre, de l'hôpital Saint-Jean-Baptiste (St. John the Baptist's Hospital) par le roi Henri III[7].

## Publication
- 1231-1232 : Jacob Anatoli (en) (c.1194-1256), médecin juif de Marseille, achève sa traduction de l'arabe en hébreu de L'Art de la parole, commentaires, par Averroès, de la Logique d'Aristote et de l'Introduction aux Catégories d'Aristote de Porphyre[8].

## Décès
- 17 novembre : Élisabeth de Hongrie (née en 1207), canonisée par Grégoire IX en 1235, consacre sa vie à partir de 1227 aux soins des malades et des indigents[9],[10],[11].
- Al-Baghdadi (né en 1161), médecin, philosophe et historien arabe[12].